# ضياء الدين داوود
ضياء الدين داود (27 مارس 1926 - 6 أبريل 2011)، سياسي مصري. ولد في الروضة - مركز فارسكور محافظة دمياط. ورئيس الحزب العربي الديمقراطي الناصري. تخرج من كلية الحقوق جامعة القاهرة سنة 1949.
1. 1964 عضو مجلس محافظة دمياط (مصر)
2. 1964 1971 عضو مجلس الأمة ومنتخب دائرة فارسكور (مصر)
3. 1968 1968 وزير شئون مجلس الأمة (مصر)
4. 1968 1968 وزير الشئون الاجتماعية (مصر)
5. 1969 1971 عضو متخب في اللجنة التنفيذية العليا (مصر)
6. 1971 1981 حكم عليه بالسجن عشر سنوات (مصر)
7. 1990 1995 عضو مجلس الشعب المصري
8. 1981 1991 عضو الأمانة العامة للحزب الاشتراكي الناصري (مصر)
9. 1992 -2002 أمين عام الحزب العربي الديمقراطي الناصري
10. 2002-2009 رئيس الحزب.
11. توفي في السادس من أبريل سنة 2011 بعد صراع مع المرض.